# Severine Niwemugizi
Severine Niwemugizi (* 3. Juni 1956 in Katoke) ist tansanischer Geistlicher und römisch-katholischer Bischof von Rulenge-Ngara.

## Leben
Severine Niwemugizi empfing am 16. Dezember 1984 das Sakrament der Priesterweihe. 
Am 8. November 1996 ernannte ihn Papst Johannes Paul II. zum Bischof von Rulenge. Der Erzbischof von Mwanza, Anthony Petro Mayalla, spendete ihm am 16. Februar 1997 die Bischofsweihe; Mitkonsekratoren waren der Bischof von Kigoma, Paul Ruzoka, und der Bischof von Geita, Aloysius Balina.